# ميشيل مكول
ميشيل لي مكول (بالإنجليزية: Michelle Leigh McCool)‏ ولدت في 25 يناير 1980، معروفة أكثر باسم ميشيل مكول فقط، هي مصارعة أمريكية محترفة سابقة تعمل لاتحاد المصارعة العالمية الترفيهية (WWE) في عرض السماك داون، وهي أيضاً أول من يفوز ببطولة الديفاز في تاريخ الـWWE وأول من من يحصل على كل من حزام النساء والديفاز. و

## المصارعة العالمية الترفيهية

### الديفا سيرشوالتدريب (2004–2006)
جاءت ميشيل مكول كمتسابقة في مسابقة اتحاد المصارعة الترفيهية العالمي البحث عن ديفا في سنة 2004، التي أصبحت رابع من يقصى من المسابقة، مكول شاركت في مباراة (dodgeball SummerSlam) واخذت الفوز لفريقها في المباراة بعد اقصاء فيكتوريا، ستايسي كليبر، نيديا، وغايل كيم. على الرغم من انها لم تربح المسابقة وقعت عقد لمدة 3 سنوات مع الـWWE في نوفمبر 2004. ظهرت لأول مرة في السماك داون كمحبوبة في شخصية «مدرب جمباز»(الشخصية اقتبست من مهنتها القديمة). بعد المشاركة في عدد من مسابقات «أفضل جسم» تصارعت في مباراتها الأولى على سماك داون برفقة بيغ شو لهزيمة دان ماري ورينيه دوبري في 3 مارس 2005. أصبح عداوة بين ميشيل مكول ودان ماري للاسابيع القليلة التالية. ودان ماري ظهرت في القمة. في الشهور القليلة القادمة أصبحت مكول جزء من عداوة MNM وHeidenreich عندما دافعت عن Heidenreich ضدّ MNM مديرهم ملينا. بعد ذلك بدأت العداوة بين ميلينا ومكول، الذي تضمن نصر ملينا في أول مباراة لها في سماك داون، بعد المباراة أدى MNM حركته القاضية على مكول الذي انتهى بدفاع Heidenreich عن ميشيل. وكانت هذه آخر مرة تظهر فيها في تلفزيون الـWWE لسنة تقريباً.
مكول ارسلت إلى اتحاد الـWWE التطويري المصارعة الجنوبية العميقة (DSW)، حيث تصارعت وادت مقابلات. عداوتها الأولى في DSW كانت ضد انجل ويليامز ودخل المستشفى واخذت الدواء واستثنت لعدّة أسابيع للتعافي. في النهاية بدأت التدريب في مصارعة وادي أوهايو (OVW). وبينما هي هناك بدات بادارت أعمال الثنائي Roadkill وK.C جيمس (كي سي جيمس).

### شخصية المعلمة (2006–2007)
عادت ميشيل إلى سماك داون 2 يونيو 2006، هذة المرة بشخصية «المعلمة المثيرة» المكروهة وأيضا اقتباساً لحياتها الحقيقية. بعد وصولها أصبحت في صف كريستال مارشال في عداوة ضد جيليان هال واشلي ماسارو. هذا أدى إلى مباراة رباعية في ذا جريت اميركان باش التي فازت بها اشلي. ربحت مباراتها الاحادية الأولى ضد جيليان هال في سماك داون بعد استعمال الحبال بشكل غير قانوني كقوة رفع. بعدها مباشرة بدأت كمديرة لـK.C جيمس وآيدول ستيفن، بسبب اجتماعها معهم، لقب الفريق باسم حيوانات المعلمة الاليفة. بدأ الثلاثي عداوته ضد بول لندن وبراين كيندريك ومديرتهم اشلي، على بطولة الـWWE للفرق الزوجية، لكن لم يفوزوا باللقب ابداً. انتهت العداوة عندما فاز لندن وكيندريك مباراة ضدّهم في مهرجان نو ميرسي في أكتوبر. في 28 نوفمبر مكول دخلت المستشفى بعد ضرب واسع; عظم القصّ المكسور، وعدم توازن الأملاح المعدنية; نتيجة لسوء التغذية التي كانت تعاني منه ذلك الوقت.
أثناء غيابها، كلا جيمس وستيفن أعيدا إلى مصارعة وادي أوهايو (OVW). هي ov[j من المستشفى في 2 ديسمبر.

### ديفا كل أمريكا، بطولة الديفاز (2007–2008)

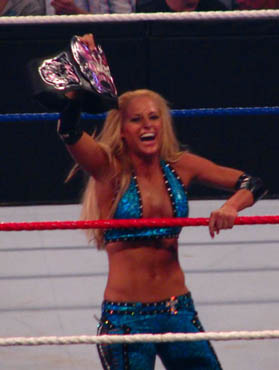
ميشيل مكول في 2008.

مكول عادت في 30 مارس 2007 في حلقة السماك داون، حيث شاركت في مباراة 10 ديفاز زوجية في تاريخ 13 أبريل بالسماك داون، مكول أصبحت المفضلة لدى الجماهير مرة أخرى عندما قدمت لمساعدة آشلي بعدما هاجمتها جيليان هال خلف الكواليس، هذا أدى إلى عداوة قصيرة بينها وبين جيليان، حيث خرجت مكول إلى النجومية. في 28 مايو من عرض الراو ربحت مكول مسابقة بيكيني باتول رويال بعد اقصاء ملينا، فيكتوريا كان لديها مباراة أخيرة مع توري ويلسون، بعدها بدأت فوراً عدواة جديدة مع مكول، في سلسلة من كباريات التاج تيم مختلط مع تشوك بلومبو وكيني دايكسترا كشريك لفكتوريا، خرجت فكتوريا للقمة.
ثم وجدت مكول نفسها في منتصف عداوة بين جيمي نوبل وصديقها تشوك بلومبو، تقدم نوبل نحو مكول وهزم بلومبو في مباراتين متتاليتين، وافقت مكول على مواعدة معه إذا هزم بلومبو في مباراة ثالثة، ميشيل حاولت تشتيت نوبل بازلت غطائها، لمن ساعدته في الحصول على تثبيت. في سمك داون 25 يناير ماكول اشتركت في مباراة زوجية برفقة بلومبو ونوبل ضد ذا ميز وجون مورسيون وليلا، في المباراة بلمبو دفع نوبل على مكول وسقطت من الحلبة على الأرض، ثم هاجم بولبو نوبل وأثناء محاولة مكول لايقافه، ضربها بلومبو. عانت من صدمة ورفضت قبول اعتذار بولمبو. الأسبوع التالي، اعتذر بلوبو إلى مكول، لكنّها رفضت الاعتذار. نتج عن كل هذا، نوبل أصبح محبوباً وبلومبو مكروهاً. مكول استمرت في التنافس في سلسلة مسابقات افضد ديفا في السماك داون مع فكتوريا وماريس وإيف توريس وشيري، وربحت اللقب فيما بعد.
الفرح لم يدم طويلاً، وكما أن وصيفتها شيري تعرضت للهجوم من قبل فكتوريا وناتاليا في ظهورها الأول. في 4 يوليو حلقة السماك داون ميشيل ربحت ثاني مباراة «أحلام ذهبية» بينما فازت ناتاليا في الثانية ليصبحا أول المنافستين الرسميتين على حزام الديفاز في ذا جريت اماريكان باش في 20 يوليو 2008، مكول هزمت ناتاليا لتصبح أول بطلة للديفاز في التاريخ، في الأشهر القادمة مكول كان لديها مباريات دفاع عن لقب ناجحة ضد كل من ماريس وماريا.

### بطلة النساء وفريق لاي-كول (2008-2012)

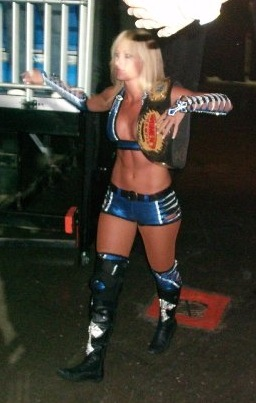
ميشيل مكول تحمل حزام بطولة النساء في أحد عروض الهاوس شو.

في 26 ديسمبر 2008 من حلقة سماك داون، خسرت ماكول بطولة الديفاز لصالح ماريس في مباراة التي تضمّنت ماريا كحكم الخاصّ. بعدما كانت مكول مشغولة بالاحتجاج على ماريا ماريس ضربتها بحركتة French TKO للفوز بالمباراة. بعد المباراة، مكول تحولت إلى شخصية المكروه بعد مهاجمة ماريا ولامتها على الخسارة.
لاحقاً واجهت ايف مكول بسبب اعمالها، ماكول اعتذرت لكنها هاجمت ايف بينما هي كانت في طريقها لخارج الحلبة. هذا أدى إلى أول مباراة لايف، التي فازت بها مكول. مكول أيضاً هزمت فكتوريا في آخر مباراة لها في الـWWE، في كافة أنحاء المباراة ماكول كانت شديدة التعسّف الذي زاد بشكل أكبر منزلتها كمكروهة. ميشيل مكول هزمت جيل كيم في عرض سماك داون 22 مايو لتصبح المنافس الأول لبطولة النساء. في 28 يونيو في مهرجان ذا باش {{وإو|عر=WWE_The_Bash_(2009)]، |تر=WWE_The_Bash_(2009)]، |لغ=en|نص=مكول هزمت مالينا بمساعدة من [[اليسيا فوكس}}]] لتربح بطولة النساء، وبالتالي مشيل مكول أصبحت أول ديفا تفوز بحزامي الديفا والنساء. في 26 يوليو في مهرجان ليلة الابطال، مكول هزمت مالينا لتحافظ على بطولتها.
ميشيل دخلت في تحالف مع ليلى ال ضد ميكي جيمس، الذي أدى إلى مباراة خمسة - ضد - خمسة قس السرفايفر سريس، التي فازت بها ميكي لتصبح المنص الأول على حزام بطولة النساء في مهلاجان (تي ال سي: طاولات وسلالم وكراسي). وبمساعدة من ليلى تمكنت مكول من المحافظة على الحزام.
ميشيل مكول خسرت حزام بطولة لنساء لصالح ميكي جيمس في الرويال رمبل، في مباراة لم تستعرق الا 20 ثانية.
في المنيشن شيبر، غيل كيم وماريس كان من المفترض ان يواجها بعضهما البعض في مباراة على بطولة الديفاز؛ لكن فيكي غريرو غيرت المباراة إلى مباراة تاج تيم حيث تشاركت ماريس مع منافستها غيل كيم في الفريق ضد فريق لأي - كول (ميشيل مكول وليلا)، ميشيل مكول ثبتت غيل كيم بعد تنفيذ حركت كسر الأيمان (Faith Breaker).
في 26 فبراير في حلقة السماك داون استعادت مكول حزام بطولة النساء في مباراة كانت فيها فكي غريرو الحكم الخاص التي تدخلت في المباراة وكلفت ميكي جيمس البطولة.
في عرض 23 أبريل من سماكداون، هي وليلى هاجموا بيث فينيكس بالرذاذ والطاولة. هذا الهجوم أدى مباراة «إكستريم ميك أوفر» على بطولة النساء بين مكول وبيث فينيكس في إكستريم رولز 2010، والتي خسرتها مكول. في 14 مايو 2010، مكول وليلى واجهوا بطلة النساء في مباراة هتنيكاب 2-على-1، وتبتت ليلى بيث لتفوز بالبطولة. في السماك داون التالي، مكول أعلنت «إعلان ذاتي» أنها البطلة النياء الثانية (Co-Women's Champion) مع ليلى، رغم أن الدبليو دبليو إي تعترف بليلى فقط على أنها البطلة الرسمية.

## وسائل الاعلام الأخرى
في أسبوع 5 نوفمبر 2007 ظهرت في خمس حلقات من العداء العائلي "Family Feud" مع كل من باتيستا وكانديس ميشيل ومستر كندي بوكر تي والملكة شارميل وليلى وماريا وريك فلير وجوناثان كوجمان. على يوتيوب، وظهرت في 6 فبراير 2008 حلقة مشروع المدرج "Project Runway" مع ماريا كانليس وكانديس ميشيل وتوري ويلسون وكريستال مارشال وليلى. بتاريخ 3 يونيو 2008 ظهرت في عرض أفضل الألعاب الرياضية الملعونة "the Best Damn Sports Show" في فقرة جون سينا0
في يناير 2009 مكول ظهرت في مجلة اللياقة والعضلات "Muscle & Fitness" مع ايف توريس وماريس.

## الحياة الشخصية
قبل ذلك وأثناء الدراسة الثانوية ميشيل كانت تلعب السافت بول. استلمت مكول شهادتها الجامعية من جامعة ولاية فلوريدا. قبل أن تصبح مشتركة في المصارعة المحترفة كانت معلمة درجة سابعة في بالاتكا، فلوريدا. لها أخ أكبر منها سناً يلعب كرة القدم في جامعة سيسيناتي. وهي متزوجة من المصارع الشهير أندرتيكر، في أواخر 2007 كتبت كلمة «ايمان» على ملابسها في المصارعة.
```
في 1 أغسطس 2012، انجبت طفلتها الأولى. كايا كلاوي ولدت في 
28
 
اغسطس
 
2012
 وهي الطفلة الرابعة لكلاوي والاوله لماكول.
```

في نوفمبر 2007، كسرت انفها اثنائ جولة الـWWE بعد أن نفذت عليها فيكتوريا حركت كلوزلاين اصابت وجهها. دخلت المستشفى مرتين، كان عندها ضلعان مكسور، وعظم قصّ مكسور، وعملية xiphoid .

## في المصارعة
& الحركة الهوائية
- الحركات القاضية
  - كسّار إيمان
  - MADT-جعل المنافس يستسلم
  - أجنحة الحب
- الحركات المفضلة
  - قفل الكاحل
  - الوجه الخلفي تحويلها إلى ذراع انطلاق السحب، وذلك في المعصم مضادة للانغلاق
  - بيج بوت
  - اللكمة الاوربية
  - الرقم 4 قفل رقبة
  - سحب-الشعر كسار الظهر - 2006
  - دروب كيك-أنواعه
    - الجبهة إلى وجه المعارض، كعدّاد نقرة غروب
    - المصيادة
    - الساق الاحادية

  - السوبلاكس -أنواعة:
    - إنفخ للنفخ
    - الطقّة
    - عمودي

  - McCick (ركلة البيت الدائري)
  - كسّار الرقبة اللولبي الجاري
  - بكاء الساق الروسي ينتهي بالتثبيت
- المدراء:
  - كريستال مارشال
  - تشوك بلومبو
  - اليسيا فوكس
- مدراء مصارعون
  - اميش رود كيل
  - جون هايدنرايش
  - K.C. جيمس وآيدول ستيفن
  - تشوك بلومبو
  - جيمي نوبل
  - شيري
  - كريستال مارشال
  - اليسيا فوكس
- القابNicknames
  - ديفا كل أمريكا "The All–American Diva"
- اغاني الدخول
  - "Move It Up" من غناء بيلي لينكولن
  - "Not Enough For Me" من غناء جيم جونسون

## البطولات والإنجازات
- اتحاد Pro Wrestling Illustrated (PWI)
  - صنفها الـOWI التاسع أفضل مصارِعة من أفضل 50 مصارعة.
- اتحاد الـWWE
  - بطولة الديفاز (مرتين)
  - بطولة النساء (مرتين)
- جوائز Wrestling Observer Newsletter

```
*
Slammy Awardلديفا
 العام مع ليلى 2010
```

- - أكثر تكتيك مثير للاشمئزاز (2009) الاستهزاز من وزن ميكي جيمس

## الوصلات الخارجية
- ميشيل مكول على موقع IMDb (الإنجليزية)
- ميشيل مكول على موقع قاعدة بيانات الفيلم (الإنجليزية)
- ميشيل مكول على موقع دبليو دبليو إي (الإنجليزية)
- ميشيل مكول على موقع WrestlingData.com (الإنجليزية)
- ميشيل مكول على موقع CageMatch worker (الإنجليزية)
- ميشيل مكول على موقع قاعدة بيانات المصارعة على الإنترنت (الإنجليزية)
- ميشيل مكول على موقع عالم المصارعة على الإنترنت (الإنجليزية)
- ميشيل مكول على موقع عالم المصارعة على الإنترنت (الإنجليزية)
- صفحتها في موقع WWE
- صفحت ميشيل مكول في موقع WWE Universe
- صفحة ميشيل مكول في موقعIMBD
- صفحة ميشيل مكول في موقع MySpace